# Hipocloremia
La hipocloremia es un trastorno hidroelectrolítico en el que existe un nivel anormalmente bajo de ion cloro en la sangre. Los niveles normales de cloro en el suero van de 97 a 107 mEq/L. Ocurre en pocas ocasiones en ausencia de otros problemas. Está asociado con la ventilación. Se puede asociar con acidosis respiratoria crónica. Puede ocurrir simultáneamente con la alcalosis metabólica debido a los vómitos, la diarrea o una insuficiencia renal.